# Provincia de Dundgovi
La aymag de Dundgovĭ (Дундговь аймаг) es una de las 21 aymags (provincias) de Mongolia. Está situada en el sur del país, del cual toma una extensión de 74.690 kilómetros cuadrados, para una población total de 51.517 habitantes (datos de 2000). Su capital es Mandalgovĭ.